# LOOKING FOR LIGHT
「LOOKING FOR LIGHT」（ルッキング フォー ライト）は、日本のロックバンド・L'Arc〜en〜Cielのベーシスト、tetsuyaがTETSUYA名義で発表した通算7作目のシングル。2010年8月18日発売。発売元はKi/oon Records。

## 解説
前作「Roulette」から約3ヶ月ぶりとなる2010年第2弾シングル。
表題曲「LOOKING FOR LIGHT」は、流麗なメロディラインが印象的なポップ・ナンバー。この曲は本作発売の4〜5年前から存在しており、アレンジも完成版とほぼ変わりなかったという。なお、この曲の制作では"夏"を意識していたことから、TETSUYA曰く、仮タイトルとして「Fresh」という名前を付けていたといい、当時の所属事務所のライヴイベントに出演した際に仮タイトルのまま披露したことがあった。また、2010年7月から開催した自身初のソロライヴツアー「FIRST TOUR 2010 ルーレットを回せ！」においてもこの曲が先行披露されている。ちなみにこの曲のシングル化は、TETSUYAのアイディアにより決まっており、TETSUYA曰く「一番この曲が完成形に近かったし、夏っぽい曲だし、タイアップが付く付かないは関係なく8月にリリースしよう」と考えていたという。
余談だが、過去にとあるアメリカ人女性に楽曲提供を行う話があり、この曲の英語詞のデモを彼女と一度録ったことがあったという。ただ、「好きな曲だったからやっぱり自分が歌いたい」というTETSUYAの心境の変化により、楽曲提供の話を取り下げたというエピソードがある。このエピソードは、自身がパーソナリティーを務めるインターネットラジオ番組にて明かされている。
カップリングには、前作の表題曲「Roulette」のリミックスバージョンが収録されている。なお、リミックスは、牛尾憲輔（agraph）が手掛けている。
本作は、初回生産限定盤（CD+DVD）、初回仕様限定盤（CD）、通常盤（CD）の3形態で発売されている。初回生産限定盤には「LOOKING FOR LIGHT」のミュージック・ビデオとメイキング映像を収録したDVDが付属されている。また、全形態に「撮りおろしTETSUYAトレーディングカード」（全9種）がランダムで1枚封入されている。なお、このカードを9種類すべてを揃えるとスペシャルフォトが完成する仕様になっている。

## 収録曲
| #  | タイトル                             | 作詞    | 作曲    | 編曲/リミックス         | 時間 |
| -- | ------------------------------------ | ------- | ------- | ----------------------- | ---- |
| 1. | 「LOOKING FOR LIGHT」                | TETSUYA | TETSUYA | TETSUYA・室姫深（編曲） | 4:42 |
| 2. | 「Roulette agraph REMIX」            | TETSUYA | TETSUYA | agraph（リミックス）    | 4:37 |
| 3. | 「LOOKING FOR LIGHT -Instrumental-」 |         | TETSUYA | TETSUYA・室姫深（編曲） | 4:41 |

## 初回生産限定盤付属DVD
1. LOOKING FOR LIGHT (Music Clip)
ディレクター：多田卓也
2. MAKING OF LOOKING FOR LIGHT

## 参加ミュージシャン
- LOOKING FOR LIGHT
  - TETSUYA：Bass, Vocal, Backing Vocal, Guitar & Guitar Solo
  - 室姫深：Guitar, Keyboards & Programming
  - 村石雅行：Drums

## 収録アルバム
- 『COME ON!』 (#1)

## タイアップ
LOOKING FOR LIGHT 
- TBS系番組『マルさまぁ〜ず』2010年8月度エンディングテーマ